# اليكساندر دميترييف
اليكساندر دميترييف (18 فبراير 1982 بتالين في إستونيا - ) هو لاعب كرة قدم إستوني في مركز الوسط. شارك مع منتخب إستونيا تحت 21 سنة لكرة القدم ومنتخب إستونيا لكرة القدم. أما مع النوادي، فقد لعب مع ليفاديا تالين ونادي انفونت تالين ونادي غوميل ونيمان غرودنو وTallinna JK ‏ وFCI Levadia U21 ‏ وViimsi JK ‏ وHønefoss BK ‏ وFC M.C. Tallinn ‏ وFC TVMK ‏ ونادي أورال يكاترينبورغ.

## وصلات خارجية
- اليكساندر دميترييف على موقع الاتحاد الدولي (مؤرشف)  (الإنجليزية)
- اليكساندر دميترييف على موقع الاتحاد الأوربي (الإنجليزية)
- اليكساندر دميترييف على موقع اتحاد إستونيا (الإنجليزية)
- اليكساندر دميترييف على موقع قاعدة بيانات كرة القدم.إي يو (الإنجليزية)
- اليكساندر دميترييف على موقع ناشيونال فوتبول تيمز (الإنجليزية)
- اليكساندر دميترييف على موقع Soccerway.com (الإنجليزية)
- اليكساندر دميترييف على موقع عالم كرة القدم.نت (الإنجليزية)